# Hraniční přechod Brumov-Bylnice – Horné Srnie
Hraniční přechod Brumov-Bylnice – Horné Srnie (slovensky Hraničný priechod Horné Srnie – Brumov-Bylnice) je bývalý silniční hraniční přechod na česko-slovenské státní hranici na hraničním úseku V/24/10 - V/24/11 mezi českým městem Brumov-Bylnice (okres Zlín, Zlínský kraj) a slovenskou obcí Horné Srnie (okres Trenčín, Trenčínský kraj). Přechod leží v nadmořské výšce 282 m n. m. na silnici I/57; za hranicí pokračuje silnice 57 směr Nemšová a nájezd na slovenskou dálnici D1. Před zrušením byl určen pro pěší, cyklisty, motocykly, osobní automobily, autobusy a nákladní automobily.
Hraniční přechod byl zrušen při vstupu České republiky do Schengenského prostoru v roce 2007. V případě dočasného znovuzavedení ochrany vnitřních hranic je provoz na hraničním přechodu upraven Sdělením Ministerstva vnitra č. 395/2021 Sb.

## Další informace
Přechod leží ve Vlárském průsmyku na říčce Vlárka, která se nedaleko vlévá do řeky Vlára. Vede kolem něj železniční trať Vlárská dráha s vlakovou stanicí Vlárský průsmyk a s železničním hraničním přechodem Vlárský průsmyk - Horné Srnie. U hraničního přechodu staví autobus meziměstské vnitrostátní autobusové linky.